# جايسون ريد (مجدف)
جايسون ريد (بالإنجليزية: Jason Read)‏ هو مجدف أمريكي، ولد في 24 ديسمبر 1977 في فليمنغتون في الولايات المتحدة.

## وصلات خارجية
- جايسون ريد على موقع الاتحاد الدولي للتجديف (الإنجليزية)
- جايسون ريد على موقع اللجنة الأولمبية الدولية (الإنجليزية)
- جايسون ريد على موقع أوليمبيديا (الإنجليزية)